# Euphyia integrata
Euphyia integrata är en fjärilsart som beskrevs av Zetterstedt 1839. Euphyia integrata ingår i släktet Euphyia och familjen mätare. Inga underarter finns listade i Catalogue of Life.